# Isla Columbia (Nueva York)
La isla Columbia (en inglés: Columbia Island) es una isla situada en Long Island Sound y parte de New Rochelle, Nueva York. Está situada en la costa sur-oriental de la Davids' Island, inmediatamente adyacente a la Pea Island. La isla varía en tamaño, promediando cerca de 175 pies cuadrados, el equivalente a 16 258 metros cuadrados, dependiendo de la marea.
Una vez fue propiedad de la familia Iselin quien lo vendió al Huguenot Yacht Club, junto con Pea Island en 1936, tres años más tarde el club vendió la Pea Island a la cadena televisiva CBS, que cambió el nombre a "Columbia". En 1940, la CBS comenzó la construcción de una base de hormigón para soportar un edificio del transmisor, con una vivienda de emergencia para diez trabajadores. La CBS gastó aproximadamente $ 500 000 para construir el transmisor y la emisión de la torre. La estación contiene un transmisor de 50 000 vatios, ubicado en unos 75 pies cuadrados (7,0 m²) con paredes de cobre. También había una unidad de transmisión de 5000 vatios para casos de emergencia. La energía eléctrica se suministraba por medio de dos cables submarinos, los cuales estaban conectados a las centrales eléctricas independientes, para evitar la interrupción del servicio. Los generadores de emergencia se instalaron en la isla para la protección contra fallos de energía. Los hombres que operaban la estación vivían dentro de una carcasa metálica con conexión a tierra, que fueron cuartos para ingenieros, talleres, unidades eléctricas que suministran voltajes, y el generador de respaldo. El transmisor se mantuvo en funcionamiento hasta 1963, cuando se convirtió en obsoleto, y la estación se trasladó a la High Island (una isla cercana).
En un tiempo, la isla fue comprada por la pareja del espectáculo Peter Lind Hayes y Mary Healy, quienes transmitieron un espectáculo matutino desde esta isla. Finalmente, la pareja estadounidense ofreció la isla Columbia al College of New Rochelle. Para mediados de 2005, el entonces propietario de la isla trató de demoler el viejo transmisor del edificio y reemplazarlo por una residencia privada. 
El cineasta y actor Al Sutton compró la Isla Columbia en 2007. Para que la isla fuese más acogedora y habitable, construyó una casa dentro del edificio de hormigón con paneles solares. Según Sutton, la isla es un «lugar para inspirarse en cosas diferentes. Es un diamante en bruto».